# Комитет гражданских инициатив
Комитет гражданских инициатив — либеральное сообщество политиков, экспертов и общественных деятелей, позиционирующее себя как внепартийное объединение профессионалов в ключевых сферах жизни (в экономике, науке, образовании, здравоохранении, культуре) «вокруг идеи модернизации страны и укрепления демократических институтов». Создан 5 апреля 2012 года Алексеем Кудриным и рядом других политиков и общественных деятелей «с целью определения и реализации наилучшего варианта развития страны».
Название было придумано в соавторстве с Андреем Нечаевым. Создание либерально-демократической партии под таким наименованием было отложено, так как «он (Кудрин) пообщался с Владимиром Владимировичем (Путиным) и решил, что партию (создавать) рано, надо ограничиться созданием комитета». Позднее под председательством Нечаева появилась партия «Гражданская инициатива», членом которой Кудрин не стал.
Предпосылками создания Комитета стали декабрьские события — выборы 2011 года и последовавшие за ними митинги на Болотной площади 10 декабря и на проспекте Сахарова в Москве 24 декабря 2011 года. «Прошедшие выборы продемонстрировали желание граждан реально влиять на положение дел в нашей стране, выбирать курс её развития» — говорится в заявлении о создании Комитета гражданских инициатив, опубликованном на официальном сайте Алексея Кудрина.

## Фонд поддержки гражданских инициатив «Диалог»
С сентября 2017 года поддержку деятельности Комитета осуществляет «Фонд Кудрина по развитию гражданских инициатив». С 04 сентября 2018 года Фонд переименован в Фонд развития гражданских инициатив «Диалог». Фонд является организатором и администратором научно-исследовательской, информационно-аналитической и консультативной работы Комитета. Основные средства Фонда составляют имущественные взносы и пожертвования российских физических и юридических лиц.

## Цели и задачи
В заявлении о создании Комитета изложены основные намерения организации:
- создание инфраструктуры поддержки гражданских инициатив;
- открытое оппонирование действиям власти, невзирая на лица и должности;
- предложения для публичного обсуждения и гражданской экспертизы альтернативных вариантов решения политических, экономических и социальных проблем.

В число первоочередных проектов Комитета относятся:
- «Справедливый суд» — реальная независимость судебной системы, включая выборность председателей судов.
- «Школа местного самоуправления» — поиск, анализ и распространение лучшего опыта.
- «Открытый бюджет» — публичность формирования и исполнения бюджета на всех уровнях, включая муниципальный.
- «Прозрачная полиция» — публикация детальной криминальной статистики, общественный аудит, выборность начальников отделений.
- «Гражданская взаимопомощь» — укрепление горизонтальных связей в обществе.
- «Здравоохранение для всех» — переход от «дикого» рынка платных медицинских услуг к системе обеспечения качественной помощи всем категориям граждан.
- «Равный старт» — общедоступность качественного образования, которое должно обеспечивать успешный выход на рынок труда.

## Деятельность КГИ
За время работы Комитета его экспертами проведено большое количество исследований, на основании которых подготовлены десятки докладов и законодательных инициатив, в том числе: о пенсионной системе, об образовании и здравоохранении, о выборах и избирательной системе, о местном самоуправлении, о правоохранительной и судебной системе, о миграционных и демографических процессах, об общественном контроле, об открытых данных, о средствах массовой информации, о специфике Северокавказских регионов, о позиционировании России в глобальной экономике, о динамике социальных установок и настроений россиян.
По инициативе членов Комитета создано Вольное историческое общество, призванное защищать историческое знание от давления политической конъюнктуры.
При участии Комитета создан фонд «Медиастандарт», осуществляющий исследования институтов медиа в российских регионах.
Комитет принимает активное участие в распространении практик инициативного бюджетирования. В 2016 году в нескольких десятках регионов страны на их основе реализуется проектов на сумму порядка 4,5 миллиардов рублей.
Для осуществления просветительской миссии Комитет создал «Университет КГИ», в очных и онлайн-программах которого приняли участие уже несколько тысяч слушателей.
Вместе с самыми известными и авторитетными общественными организациями КГИ уже четыре года подряд проводит Общероссийский гражданский форум — крупнейшую ежегодную встречу представителей гражданского общества России с целью обсуждения наиболее актуальных проблем и совместной выработки предложений по их решению.
При поддержке Комитета изданы десятки книг, разработано и поддерживается несколько просветительских интернет-сайтов. Комитет регулярно собирается для обсуждения актуальной повестки, часто выступает с заявлениями, в которых дает оценку важнейшим событиям и тенденциям в жизни страны.

## Члены комитета
- Архангельский, Александр Николаевич — литературовед;
- Бегтин, Иван Викторович — политический журналист, специалист в области открытого государства и открытых государственных данных;
- Белых, Никита Юрьевич — политический деятель, экс-губернатор Кировской области;
- Борисов, Сергей Ренатович — общественный деятель, вице-президент «Сбербанка» по развитию малого бизнеса;
- Галиев, Андрей Анатольевич — журналист;
- Гозман, Леонид Яковлевич — политический деятель, президент общественного движения «Союз правых сил»;
- Гонтмахер, Евгений Шлёмович — экономист, член партии «Яблоко»;
- Гордин, Яков Аркадьевич — журналист, специалист по политической истории России ХVIII — XIX веков;
- Гусман, Юлий Соломонович — режиссёр и общественный деятель;
- Дмитриев, Михаил Эгонович — экономист;
- Ермолин, Анатолий Александрович —  редактор отдела расследований журнала «New Times», эксперт Совета Европы по вопросам гражданского образования молодёжи;
- Кабанов, Кирилл Викторович —  председатель Национального антикоррупционного комитета, член Совета по правам человека при Президенте России;
- Карелина, Ирина Анатольевна — экономист;
- Касамара, Валерия Александровна —  директор Института прикладных политических исследований НИУ ВШЭ;
- Колесников, Андрей Владимирович — политический журналист и политический консультант;
- Комаров, Юрий Михайлович — руководитель отдела организации и экономики здравоохранения Всероссийского НИИ железнодорожной гигиены Роспотребнадзора РФ;
- Кудрин, Алексей Леонидович — экономист и общественный деятель;
- Мельниченко, Василий Александрович — журналист, специалист по вопросам сельского хозяйства;
- Назаров, Владимир Станиславович —  директор Научно-исследовательского финансового института при Министерстве финансов России;
- Нечаев, Андрей Алексеевич — экономист, лидер партии «Гражданская инициатива»;
- Орешкин, Дмитрий Борисович — политический географ,
- Плескачевский, Виктор Семёнович —  член правления Российского союза промышленников и предпринимателей;
- Познер, Владимир Владимирович — журналист и общественный деятель;
- Потоцкий, Игорь Витальевич — телепродюсер;
- Райхельгауз, Иосиф Леонидович — театральный режиссёр;
- Рубцов, Александр Вадимович —  член научного совета  Фонда прикладных политических исследований «Информатика для демократии» Г. А. Сатарова;
- Сванидзе, Николай Карлович — журналист и историк;
- Травин, Дмитрий Яковлевич — научный руководитель Центра исследований модернизации ЕУ СПб;
- Урнов, Марк Юрьевич —  заведующий кафедрой политического поведения НИУ ВШЭ;
- Ушканов, Виталий Валентинович — журналист, генеральный директор «РАПСИ»;
- Цыпляев, Сергей Алексеевич — декан юридического факультета Северо-Западного института управления РАНХиГС;
- Юргенс, Игорь Юрьевич — экономист, президент Института современного развития;
- Яковлева, Яна Викторовна — предприниматель, колумнист русской версии журнала «Forbes»;
- Ясина, Ирина Евгеньевна — экономист и правозащитница.

Также в Лектории КГИ выступали:
- Аузан, Александр Александрович[8] — декан экономического факультета МГУ;
- Зыгарь, Михаил Викторович[9] — политический журналист;
- Троицкий, Артемий Кивович[10] — музыкальный критик;
- Уткин, Василий Вячеславович[11] — спортивный журналист;
- Шульман, Екатерина Михайловна[12] — политолог

и пр.

## Аналитические доклады
Первый аналитический обзор Комитета посвящён региональным выборам 14 октября 2012 года.

## Национальная премия «Гражданская инициатива»
Ежегодно Комитет гражданских инициатив проводит конкурс на соискание премии «Гражданская инициатива», 11 лауреатов которого получают статуэтку «Золотой росток» и денежный приз. Конкурс состоит из двух основных этапов — регионального и федерального: победители региональных этапов принимают участие в конкурсном отборе и церемонии награждения победителей этапа федерального.

## Общероссийский гражданский форум

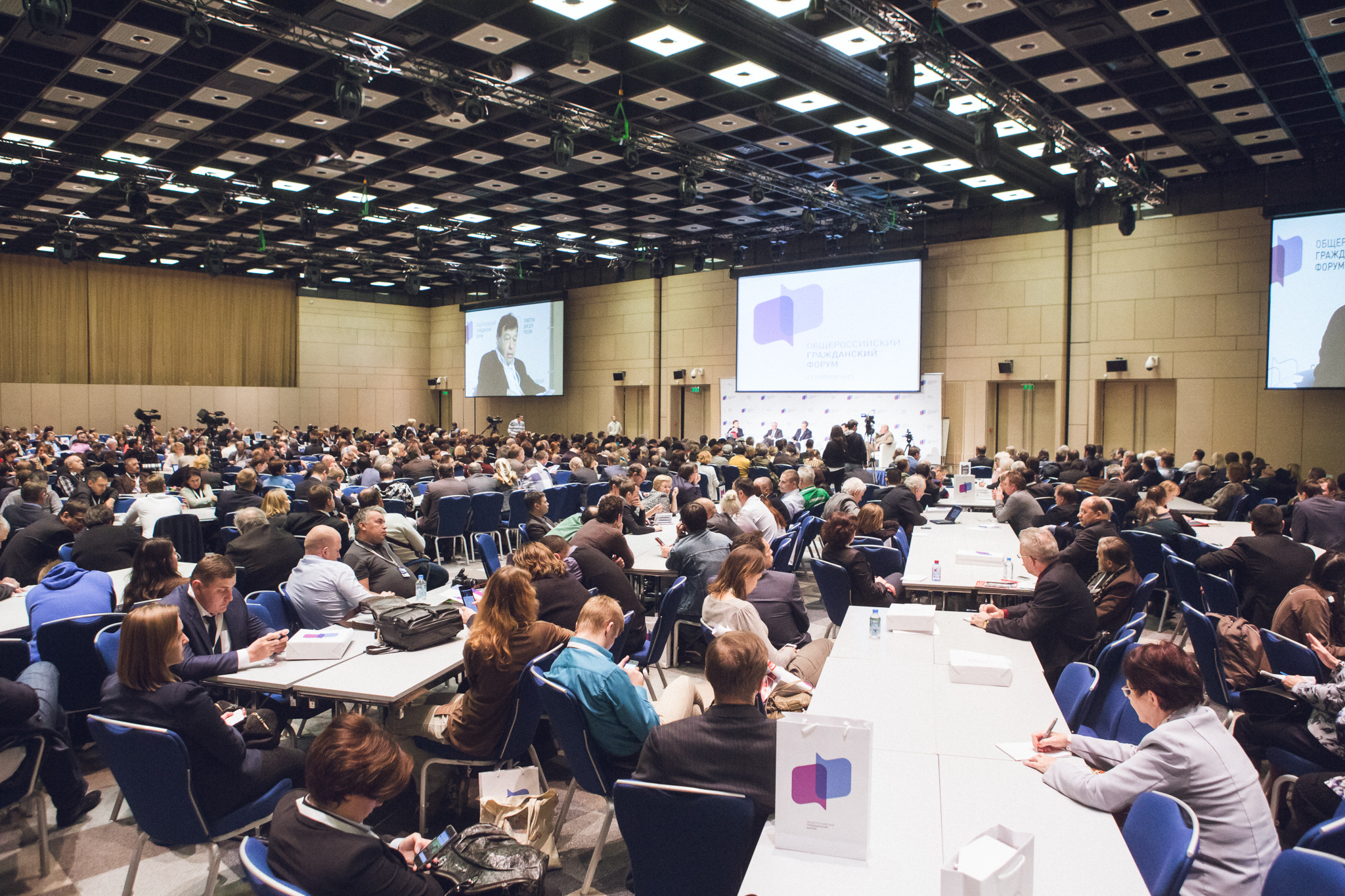
Общероссийский гражданский форум 2013

23 ноября 2013 года Комитет гражданских инициатив и Фонд Кудрина провели в Москве первый «Общероссийский гражданский форум». Как говорится на сайте Форума, «идея форума представителей гражданского общества стала ответом на противоречивую политику государственной власти по отношению к некоммерческому сектору».
С инициативой созыва форума в июле 2013 года выступили десять известных российских общественных деятелей: Людмила Алексеева, Евгений Гонтмахер, Анатолий Ермолин, Алексей Кудрин, Елена Панфилова, Ирина Прохорова, Алексей Симонов, Елена Тополева-Солдунова, Игорь Честин и Ирина Ясина.
Форум позиционируется организаторами как мероприятие, дающее гражданскому обществу возможность принять участие в выработке предложений по развитию страны.
22 ноября 2014 года в Москве в гостинице «Космос» состоялся второй Общероссийский гражданский форум под лозунгом «Диалог. Солидарность. Ответственность».
На прошедшем 21-22 ноября 2015 года третьем форуме Алексей Кудрин признался в том, что участие в мероприятии представителей власти пришлось согласовывать с министерствами и администрацией президента
25 ноября 2017 года в Москве в гостинице Космос прошел пятый Общероссийский гражданский форум по теме «Будущее России: федерация, регионы, города». Участие в форуме приняли руководители федеральных и региональных ведомств, министры и заместители министров, губернаторы, вице-губернаторы и мэры городов. В их числе мэр Москвы Сергей Собянин, министр по делам «Открытого правительства» Михаил Абызов, министр здравоохранения Вероника Скворцова, глава ЦИК Элла Памфилова и заместитель министра юстиции РФ Денис Новак.

## Критика
Эксперты и политики по-разному оценивают инициативу создания Комитета, от искреннего желания перемен к лучшему до прокремлёвского проекта, отвлекающего либеральную общественность от радикальных протестов.